# Caloplaca aurantia
Caloplaca aurantia är en lavart som först beskrevs av Christiaan Hendrik Persoon, och fick sitt nu gällande namn av Hellb. Caloplaca aurantia ingår i släktet orangelavar och familjen Teloschistaceae.   Inga underarter finns listade i Catalogue of Life.